# 趙統
趙統（生卒年不詳—），常山真定（今河北省正定縣）人。三國時代蜀漢中護軍、鎮東將軍趙雲長子。

## 生平
建興七年（229年），父親趙雲逝世後，趙統襲爵永昌亭侯，官至虎賁中郎督，行領軍。

## 家屬
父:趙雲
弟:趙廣

## 《三國演義》的趙統
在《三國演義》中，趙統與其弟趙廣在第二次北伐前向丞相諸葛亮報告父親趙雲的死訊，其後諸葛亮命令兄弟二人入成都向後主劉禪報喪，其後被劉禪任命為虎賁中郎，把守趙雲的墓地。

## 漫畫
- 《火鳳燎原》（陳某）:於荊南奪城篇時登場，設定為燎原火和樊氏所生之子，遺傳父親無視痛楚的能力，和母親樊氏以刺客身份出現殺害不肯歸順趙範的軍閥，曾與魏延聯手對付張飛，母親死後和父親相認並歸降劉備。